# Lech Łasko
Lech Łasko est un ancien joueur polonais de volley-ball né le 2 juin 1956 à Świdnik (voïvodie de Lublin). Il mesure 1,99 m et jouait attaquant. Il totalise 261 sélections en équipe de Pologne.

## Biographie
Il est le père de Michal Lasko, joueur international italien de volley-ball (attaquant, 146 sélections).

## Clubs
| Club             | De        | À         |
| ---------------- | --------- | --------- |
| Start Lublin     |           |           |
| Avia Świdnik     | 1974-1975 | 1975-1976 |
| Gwardia Wrocław  | 1979-1980 | 1984-1985 |
| Di.Po. Vimercate | 1985-1986 | 1986-1987 |

## Palmarès
- Jeux olympiques (1)
  - Vainqueur : 1976
- Championnat d'Europe
  - Finaliste : 1975, 1979, 1981, 1983
- Championnat de Pologne (3)
  - Vainqueur : 1980, 1981, 1982
  - Finaliste : 1983, 1984
- Coupe de Pologne (1)
  - Vainqueur : 1981